# 张楚 (作家)

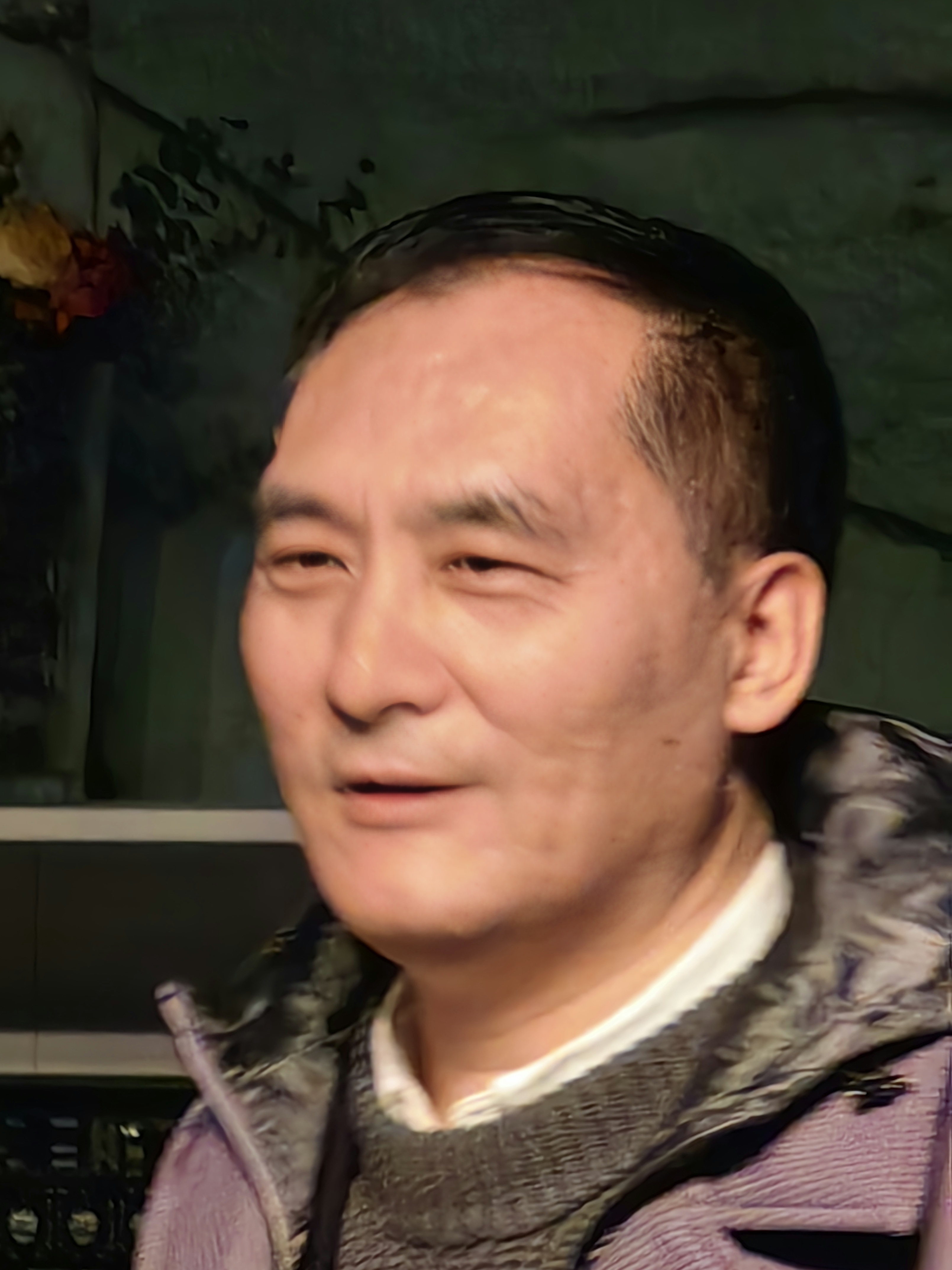

张楚（1974年—），本名張小偉，河北省唐山市滦南县程庄镇周夏庄村人，中國當代作家。中国作家协会会员。毕业于辽宁税务高等专科学校会计系。1997年毕业后在滦南县国税局工作至今。

## 作品
曾出版中短篇小说集《樱桃记》，中篇小说集《七根孔雀羽毛》。

## 奖项
曾获“河北省文艺振兴奖”、“《人民文学》短篇小说奖”、“大红鹰文学奖”。2016年，短篇小說《野象小姐》獲第四屆郁達夫小說獎。